# Vita Ayala
Vita Ayala es una persona escritora de cómics afropuertorriqueña de la ciudad de Nueva York que ha trabajado en Marvel Comics, DC Comics y pequeñas editoriales. Alcanzó un mayor reconocimiento por su trabajo en Nuevos Mutantes y Wonder Woman.

## Carrera
El primer cómic publicado profesionalmente por Ayala fue New Talent Showcase de DC en 2017. Este fue el proyecto final del Programa de Participación de Talentos de DC dirigido por varios talentos de los cómics de DC, como Scott Snyder. Luego Ayala escribió historias para Batgirl, el Escuadrón Suicida y Batman Beyond.
En 2018, anunció su primer cómic independiente, Submerged, de Vault Comics, un recuento del mito de Orfeo y Eurídice. En agosto, se anunció que sería quien escribiría el próximo cómic Livewire de Valiant Entertainment, sobre el personaje de Amanda McKee/Livewire . "Amanda es una guerrera, pero una guerrera con una causa. No cree que las personas sean prescindibles, pero hará lo que sea necesario para asegurarse de que se sirva al Bien Mayor (como ella lo ve). Creo que tiende a ser una persona del tipo 'que atiende las necesidades de la mayoría' y 'por cualquier medio necesario', con muy pocas excepciones. Pero está creciendo y aprendiendo, y ese proceso de cambio es en lo que quiero centrarme en este primer arco del libro". En 2019, se convirtió en la escritora del cómic Xena: La princesa guerrera de Dynamite Entertainment.
En 2019, se dio a conocer que escribiría, junto con el artista Germán Peralta, Age of X-Man: Prisoner X. "Para mí, Bishop es la mezcla perfecta de historiador/detective y héroe de acción, y quería reflejar eso en la forma de la historia". Luego escribió la nueva serie regular Morbius y la miniserie Nebula. Ambos títulos se vieron afectados por la pandemia de COVID-19 y finalmente fueron cancelados. Luego fue anunciade, junto con el artista Rod Reis, como el nuevo equipo creativo000 de <i id="mwSA">New Mutants</i> durante Dawn of X. "Son una especie de círculo del diagrama de Venn de mis intereses, en cuanto a la historia: adolescentes/jóvenes adultos testarudos, el potencial para historias de terror/pesadas, dinámicas familiares encontradas y una verdadera variedad de personajes (en términos de género, etnia, orientación, etc.)". También se anunció que escribiría la miniserie Children of the Atom.
Fuera de Marvel, en 2019, se anunció que coescribiría junto con el escritor Danny Lore el nuevo relanzamiento de James Bond para Dynamite Entertainment. Los dos también publicaron el cómic Quarter Killer a través de ComiXology Originals. Ayala escribió las historias de respaldo de "Batgirls" para Future State: The Next Batman y, en 2021, escribió Static: Season One para el nuevo Milestone Media. "Una de las cosas que siempre me gustó mucho de Virgil y que esperaba replicar de una manera más contemporánea era que es un bicho raro. Es un chico negro raro e inteligente que juega a Dungeons & Dragons con sus amigos. Y es una especie de fanático". En 2023, se lanzó una secuela, Static: Shadows of Dakota.
En 2021, se convirtió en coguionista junto con Stephanie Williams de Nubia and the Amazons, un libro complementario de Wonder Woman y preludio de Trial of the Amazons. Este libro marcó la primera aparición de una amazona transgénero. Después de El juicio de las Amazonas, Ayala coescribió Nubia: Coronation Special y escribió el one-shot Artemis: Wanted. Además, Ayala escribió una historia de Batman y Zatanna de seis partes para Batman: Urban Legends #11-16.
En 2022-23, coescribió con Mariko Tamaki la miniserie de cuatro números Peter Parker & Miles Morales, Spider-Men: Double Trouble. En 2024, se anunció que escribiría la adaptación a cómic de La canción de la leona de Tamora Pierce. También escribirán el one-shot Finders//Keepers para The Horizon Experiment de Image Comics, un proyecto dirigido por el escritor Pornsak Pichetshote y el editor Will Dennis.

## Vida personal
Ayala es una persona queer y de género no binario. Reside en la ciudad de Nueva York junto con su esposa.

### Marvel Comics
- 2020 Ironheart n.º 1 y 2 (2020)
- Black Panther
  - Shuri #6-7 (2019)
  - Marvel Action: Black Panther n.º 4-6 (2019)
- Ghost-Spider Annual #1 (2019)
- Heores Reborn: Night-Gwen #1 (2021)
- Incredible Hulk vol 4 #5, historia corta "Power Man No More" (2023)
- Marvel Comics #1001, historia corta  "This Means War" (2019)
- Marvel Knights 20th #4 (2018)
- Marvel's Voices
  - Marvel's Voices #1, historia corta "Race" (2020)
  - Marvel's Voices: Pride #1, historia corta "You Deserve" (2021)
  - Marvel's Voices: Spider-Verse #1, historia corta "Birthday Bash" (2023)
- Morbius n.º 1-5 (2019-2020)
- Nebula #1-2 (2020)
- Peter Parker & Miles Morales: Spider-Men: Double Trouble #1-4 (2022-2023)
- X-Men
  - Merry X-Men Holiday Special #1, historia corta "Secret Santa" (2018)
  - Age of X-Man: Prisoner X #1-5 (2019)
  - Empyre: X-Men #3 (2020)
  - Marauders #13 (2020)
  - New Mutants #14-28, 30 (2020-2022)
  - Wolverine: Black, White & Blood #2, historia corta "Unfinished Business" (2020)
  - Children of the Atom #1-6 (2021)

### DC Comics
- Aquaman Annual vol. 8 #2 (2019)
- Batman
  - Batgirl Annual vol. 5 #1 (2017)
  - Batman Beyond vol. 6 #12 (2017)
  - Batman Secret Files #3, historia corta "Don't Hold Your Breath" (2020)
  - Future State: The Next Batman #1-2, historia de apoyo de "Batgirls" (2021)
  - Batman: Urban Legends #11-16, historia de seis partes "Bound to Our Will" (2022)
- Cursed Comics Cavalcade #1, historia corta "Siren Song" (2018)
- Dark Nights: Death Metal Guidebook #1, historia corta "Seeds of Hope" (2020)
- DC Pride #1, historia corta "Try the Girl" (2021)
- DC Rebirth Holiday Special #1, historia corta "The Epiphany" (2017)
- DC's Beach Blanket Bad Guys Summer Special #1, historia corta "False Idols" (2028)
- Flash Facts, historia corta "(Sub)Atomic" (2021)
- Green Arrow 80th Anniversary 100-Page Spectacular #1, historia corta "Happy Anniversary" (2021)
- Legends of the Swamp Thing: Halloween Spectacular #1, historia corta "Sleeping Giant" (2020)
- New Talent Showcase vol. 2 #1, historia corta "Blood & Glory" (2017)
- New Year's Evil vol. 2 #1, historia corta "Little Christmas Tree" (2020)
- Estático
  - Static: Temporada uno n.º 1-6 (2021-2022)
  - Estático: Sombras de Dakota n.º 1-7 (2023-2024)
- Suicide Squad Most Wanted: El Diablo y Amanda Waller #5-6, historia de respaldo "Down the Rabbit Hole" (2017)
- Supergirl volumen 7 n.° 19 (2018)
- Tales From the Dark Multiverse: Wonder Woman: War of the Gods #1 (2021)
- Wonder Woman
  - Wonder Woman Annual #3, historia corta "In Defense of Truth and Justice" (2017)
  - Wonder Woman #750, historia de respaldo “Always”, #781-784, 787, historias de respaldo (2020, 2022)
  - Wonder Woman 80th Anniversary 100-Page Spectacular #1, historia corta "Better Angels" (2021)
  - Nubia and the Amazons #1-6 (2021-2022)
  - Trial of the Amazons #1
  - Nubia: Coronation Special #1 (2022)
  - Artemis: Wanted #1 (2022)

### Otras compañías
- Black Mask Studios
  - BLACK [AF] Devil's Dye #1-3 (2018)
- Dark Horse
  - The Secret Loves of Geeks (2018)
- Dynamite Entertainment
  - James Bond n.º 1-6 (2019)
  - Xena: Warriors Princess vol 2 #1-6 (2019)
- <b id="mwAWU">IDW</b>
  - Star Wars Adventures #9 (2021)
  - The High Republic Aventures: Galactic Bake-Off Spectacular #1 (2022)
  - Star Trek: Celebrations #1 (2024)
- Image Comics
  - Bitch Planet: Triple Feature #4 (2017)
  - The Old Guard: Tales Through Time #6 (2021)
  - The Silver Coin #9 (2022)
  - Twisted Romance #2, copia de seguridad en prosa (2018)
  - Razorblades: The Horror Magazine #1 (2022)
- Lion Forge Comics
  - Puerto Rico Strong (2018)
- Valiant Entertainment
  - Livewire #1-12 (2018-2019)
- Vault Comics
  - Sumerged #1

### Trabajos que no son cómics
- Jessica Jones: Playing Witch Fire, un audiolibro serializado de Serial Box (2021). Los escritores fueron Vita Ayala, Sam Beckbessinger, Zoe Quinn y Elsa Sjunneson.